# Edith Gertrude Schwartz
Edith Gertrude Schwartz (5 de octubre de 1877 - 26 de julio de 1971) fue una botánica, ecóloga, y profesora estadounidense.
Obtiene su Ph.D. en 1904. Se casa con Frederic Edward Clements el 30 de mayo de 1899.

## Honores
Miembro de la American Association for the Advancement of Science, de la National Academy of Sciences, de la Botanical Society of America , y de otras numerosas sociedades científicas.

## Obra
- Edith Gertrude Schwartz, Frederic Edward Clements. 1913. Rocky Mountain Flowers
- ----------, ----------. 1916. Flowers of mountain and plain. Ed. H.W. Wilson Co. 79 p. Reeditó BiblioBazaar, 2009, 136 p. ISBN 1110811497 en línea
- ----------, ----------. 1916. Plant Succession
- ----------, ----------. 1920. Plant Indicators
- ----------, ----------. 1921. Aeration and Air-Content
- ----------. 1947 Flowers of prairie and woodland. New York, H. AV. Wilson Co. iv + 83 p. 25 col. planchas.

## Fuente
- Allen G. Debus (dir.) (1968). World Who’s Who in Science. A Biographical Dictionary of Notable Scientists from Antiquity to the Present. Marquis-Who’s Who (Chicago) : xvi + 1855 p.

- La abreviatura «E.G.Clem.» se emplea para indicar a Edith Gertrude Schwartz como autoridad en la descripción y clasificación científica de los vegetales.[1]